# Паничерево
Паничерево (болг. Паничерево) — село в Болгарии. Находится в Старозагорской области, входит в общину Гурково. Население составляет 1 789 человек.

## Политическая ситуация
В местном кметстве Паничерево, в состав которого входит Паничерево, должность кмета (старосты) исполняет Атанас Костадинов Граматиков (Союз демократических сил (СДС)) по результатам выборов правления кметства.
Кмет (мэр) общины Гурково — Стоян Бонев Николов (Болгарская социалистическая партия (БСП)) по результатам выборов в правление общины.